# Mummucia taiete
Mummucia taiete är en spindeldjursart som beskrevs av Rocha och Carvalho 2006. Mummucia taiete ingår i släktet Mummucia och familjen Mummuciidae. Inga underarter finns listade i Catalogue of Life.